# 아름지기
아름지기는 문화유산의 가치에 대한 사회일반의 인식을 제고하고, 문화유산의 보존과 전승을 위한 제반
활동을 목적으로 2001년 12월 13일 설립된 문화체육관광부 소관의 재단법인이다. 아름지기 사옥은 서울특별시 종로구 통의동 35-32번지에 있다.

## 주요 사업
- 훼손과 멸실에 처한 문화유산의 보전을 위한 현황조사, 대책연구와 그 실현을 위한 활동
- 문화유산 교육 홍보 활동
- 문화유산의 활용가치 증대사업